# Kitty Anderson (militante)
Pour les articles homonymes, voir Kitty Anderson et Anderson.
Kitty Anderson est une militante intersexe islandaise. Elle est coprésidente de l'organisation intersexe européenne (OII Europe), cofondatrice d'Intersex Iceland et présidente du conseil d'administration du Centre islandais des droits humains. Elle est considérée comme « une des principales voix du mouvement intersexe en Europe ». 

## Jeunesse
Kitty Anderson est née avec une insensibilité aux androgènes. Elle l'a découvert à l'âge de 13 ans, mais elle n'a su qu'elle était née avec des testicules internes qu'à l'âge de 22 ans,. Elle a rapporté que sa « mère avait été encouragée à lui mentir » jusqu'à ses 13 ans,. 

## Activisme
Kitty Anderson a cofondé Intersex Iceland en 2014 et en est la présidente. Elle est coprésidente et porte-parole de l'OII Europe et présidente du conseil d'administration du Centre islandais des droits humains. Elle a également siégé au conseil d'administration de Samtökin '78, l'organisation queer nationale d'Islande, et au comité national queer du ministère des affaires sociales de 2014 à 2016. Kitty Anderson s'est prononcée contre le secret et la honte associés à l'intersexuation :

« Quand je l'ai découvert, j'avais 13 ans et j'ai complètement paniqué. Il peut y avoir beaucoup de secret et de stigmatisation autour de l'intersexuation et c'est quelque chose qui m'avait été caché. Mais quand ma cousine — qui est aussi intersexe — est née environ deux ans plus tard, ma famille n'en a pas fait un secret et cela a constitué un processus de guérison pour nous tou·te·s. »

 Elle fait également campagne contre les interventions médicales intersexes,. Dans une interview pour Nikk, elle a déclaré que « les chirurgies se poursuivront jusqu'à ce que nous obtenions une loi qui les interdit ». 
Kitty Anderson s'est exprimée devant le Comité de bioéthique du Conseil de l'Europe et a pris la parole lors d'une série de conférences,, dans divers médias, et auprès d'institutions pour les droits humains en Scandinavie et en Europe. 
En 2015, Kitty Anderson a fait campagne pour changer la terminologie dans le programme de biologie des écoles islandaises et dans les dictionnaires, après avoir découvert que le mot intersexe était traduit en islandais par « monstre »,. L'éditeur du manuel scolaire s'est ensuite excusé. 